# Fergusonina carteri
Fergusonina carteri är en tvåvingeart som beskrevs av Tonnoir 1937. Fergusonina carteri ingår i släktet Fergusonina och familjen Fergusoninidae. Inga underarter finns listade i Catalogue of Life.